# Adina Galupa
Adina Ioana Galupa (n. 26 august 1986, București) este o actriță română de film și televiziune.

## Studii
A absolvit Universitatea Națională de Arte Teatrale și Cinematografie "IL Caragiale". Joacă pe scena teatrului Elisabeta din București.

### Televiziune
A debutat în telefilmul Visuri otrăvite, realizat în 2006 în studiourile din Buftea, alături de Maia Morgenstern și Șerban Ionescu. Apoi a interpretat rolul Anei în A doua șansă și pe cel al Ralucăi Ionescu în Iubire ca în filme. 
Tot la postul de televiziune Acasă TV a jucat rolul Feliciei Dumbravă în telenovelele Inimă de țigan în 2007 și Regina în 2008, iar în serialul de epocă Aniela a interpretat-o pe Tereza Elefterios. În 2010 a jucat rolul lui Cici în producția MediaPro Pictures, Iubire și Onoare.

### Film
Actrița a jucat în mai multe filme românești: Loverboy, în regia lui Cătălin Mitulescu, Aniversarea, în regia lui Dan Chișu, sau S-a furat mireasa, în regia lui Jesús del Cerro, dar și în filme străine precum Ghost Rider: Demonul răzbunării cu Nicholas Cage, Killing Salazar cu Steven Seagal și Arms and Dudes cu Miles Teller și Jonah Hill.

## Filmografie
- S-a furat mireasa (2012) – Marinela, mireasa furată

## Legături externe
- De ce cred că Adina Galupa va da lovitura la Hollywood, finesociety.ro, de Diana-Florina Cosmin
- Adina Galupa, complet transformată la 9 ani de la terminarea serialului-fenomen, "Inima de tigan". pe websitul PRO TV